# Primera División de Chipre 2016-17
La Primera División de Chipre 2016-17 fue la temporada 78a de la liga de fútbol de primer nivel chipriota. Comenzó el 20 de agosto de 2016 y terminó el 21 de mayo de 2017. APOEL es el defensor del títulor.

## Ascensos y descensos
AEP Paphos FC descendió en la segunda fase, mientras que Enosis Neon Paralimni y Ayia Napa descendieron en la primera fase del campeonato.
Los descendidos fueron reemplazados por el campeón de la Segunda División Karmiotissa Polemidion, el subcampeón de AEZ Zakakiou y el cuarto clasificado por play-off, el Anagennisi Dherynia.
| Pos | Descendidos de la Primera División |
| --- | ---------------------------------- |
| 12° | Pafos                              |
| 13° | Enosis Neon Paralimni              |
| 14° | Ayia Napa                          |

| Pos | Ascendidos de la Segunda División |
| --- | --------------------------------- |
| 1º  | Karmiotissa Polemidion            |
| 2º  | AEZ Zakakiou                      |
| 4º  | Anagennisi Dherynia               |

## Sistema de competición
Los catorce equipos participantes jugaron entre sí todos contra todos dos veces totalizando 26 partidos cada uno, al término de la fecha 26 los seis primeros clasificados pasaron a integrar el Grupo campeonato, los otros seis integraron el Grupo descenso y los 2 últimos descendieron a la Segunda División de Chipre 2017-18.
En el grupo campeonato los seis clubes se volvieron a enfrentar entre sí, dos veces, totalizando 36 partidos cada uno, al término, el primer clasificado se coronó campeón y clasificó a la segunda ronda de la Liga de Campeones 2017-18, mientras que el segundo y el tercer clasificado obtuvieron un cupo para la primera ronda de la Liga Europa 2017-18,
En el grupo descenso los seis clubes se volvieron a enfrentar entre sí, dos veces, totalizando 36 partidos cada uno, al término el último clasificado descendió a la Segunda División de Chipre 2017-18
Un tercer cupo para la segunda ronda de la Liga Europa 2017-18 fue asignado al campeón de la Copa de Chipre.

## Equipos participantes
| Club                   | Ciudad           | Estadio                          | Capacidad |
| ---------------------- | ---------------- | -------------------------------- | --------- |
| AEK Larnaca            | Larnaca          | AEK Arena - Georgios Karapatakis | 8.000     |
| AEL Limassol           | Limassol         | Tsirion Stadium                  | 13.331    |
| AEZ Zakakiou           | Zazaki           | Pafiako Stadium                  | 9.394     |
| Anagennisi Dherynia    | Deryneia         | Anagennisi Football Ground       | 5.800     |
| Anorthosis Famagusta   | Larnaca          | Antonis Papadopoulos             | 10.230    |
| APOEL Nicosia          | Nicosia          | GSP Stadium                      | 22.859    |
| Apollon Limassol       | Limassol         | Tsirion Stadium                  | 13.331    |
| Aris Limassol          | Limasol          | Tsirion Stadium                  | 13.331    |
| Doxa Katokopias        | Katokopia        | Estadio Makario                  | 16.000    |
| Ermis Aradippou        | Larnaca          | Dasaki Stadium                   | 7.000     |
| Ethnikos Achna         | Achna, Famagusta | Dasaki Stadium                   | 7.000     |
| Karmiotissa Polemidion | Pano Polemidia   | GSZ Stadium                      | 13.032    |
| Nea Salamina Famagusta | Larnaca          | Ammochostos Stadium              | 5.500     |
| Omonia Nicosia         | Nicosia          | GSP Stadium                      | 22.859    |

## Primera fase

### Tabla de posiciones
| Pos. | Equipo                 | Pts. | PJ | G  | E | P  | GF | GC | Dif. | Clasificación 2017-18               |
| ---- | ---------------------- | ---- | -- | -- | - | -- | -- | -- | ---- | ----------------------------------- |
| 1    | APOEL Nicosia          | 62   | 26 | 19 | 5 | 2  | 62 | 16 | +46  | Ronda por el campeonato             |
| 2    | AEK Larnaca            | 58   | 26 | 17 | 7 | 2  | 54 | 19 | +35  | Ronda por el campeonato             |
| 3    | Apollon Limassol       | 57   | 26 | 17 | 6 | 3  | 56 | 19 | +37  | Ronda por el campeonato             |
| 4    | AEL Limassol           | 51   | 26 | 15 | 6 | 5  | 40 | 22 | +18  | Ronda por el campeonato             |
| 5    | Omonia Nicosia         | 50   | 26 | 15 | 5 | 6  | 56 | 37 | +19  | Ronda por el campeonato             |
| 6    | Anorthosis Famagusta   | 39   | 26 | 10 | 9 | 7  | 39 | 27 | +12  | Ronda por el campeonato             |
| 7    | Ermis Aradippou        | 35   | 26 | 10 | 5 | 11 | 35 | 41 | −6   | Ronda por la permanencia            |
| 8    | Nea Salamina Famagusta | 31   | 26 | 8  | 7 | 11 | 22 | 33 | −11  | Ronda por la permanencia            |
| 9    | Ethnikos Achna         | 30   | 26 | 8  | 6 | 12 | 42 | 46 | −4   | Ronda por la permanencia            |
| 10   | Karmiotissa Polemidion | 27   | 26 | 7  | 6 | 13 | 30 | 53 | −23  | Ronda por la permanencia            |
| 11   | Aris Limassol          | 24   | 26 | 6  | 6 | 14 | 30 | 52 | −22  | Ronda por la permanencia            |
| 12   | Doxa Katokopias        | 20   | 26 | 5  | 5 | 16 | 20 | 38 | −18  | Ronda por la permanencia            |
| 13   | Anagennisi Dherynia    | 7    | 26 | 0  | 7 | 19 | 18 | 58 | −40  | Descenso a Segunda División 2017-18 |
| 14   | AEZ Zakakiou           | 5    | 26 | 1  | 8 | 17 | 20 | 63 | −43  | Descenso a Segunda División 2017-18 |

Actualizado a los partidos jugados el 5 de marzo de 2017.
 Fuente: Soccerway
Notas:
1. ↑  AEZ Zakakiou se le dedujeron 6 puntos por actividad de apuestas sospechosos.[1][2]

### Tabla de resultados cruzados
| Local \ Visitante      | AEK | AEL | AEZ | ANA | ANO | APO | APL | ARI | DOX | ERM | ETH | KAR | NEA | OMO |
| ---------------------- | --- | --- | --- | --- | --- | --- | --- | --- | --- | --- | --- | --- | --- | --- |
| AEK Larnaca            | —   | 2–1 | 1–1 | 6–0 | 4–1 | 1–1 | 1–3 | 4–0 | 2–0 | 1–0 | 1–0 | 3–0 | 2–0 | 4–2 |
| AEL Limassol           | 1–1 | —   | 1–1 | 1–0 | 0–0 | 1–0 | 2–1 | 3–0 | 1–0 | 1–2 | 0–0 | 4–1 | 3–0 | 1–0 |
| AEZ Zakakiou           | 2–5 | 0–3 | —   | 1–1 | 0–2 | 1–4 | 0–4 | 2–3 | 0–4 | 0–4 | 3–1 | 3–3 | 1–5 | 0–1 |
| Anagennisi Dherynia    | 0–0 | 1–3 | 0–0 | —   | 1–2 | 2–4 | 0–1 | 1–2 | 0–1 | 2–2 | 2–3 | 0–1 | 0–1 | 2–2 |
| Anorthosis Famagusta   | 0–1 | 0–0 | 2–2 | 3–0 | —   | 0–0 | 0–0 | 2–0 | 3–0 | 2–2 | 4–2 | 0–1 | 0–0 | 2–2 |
| APOEL Nicosia          | 1–1 | 3–0 | 7–0 | 2–0 | 2–1 | —   | 1–1 | 5–0 | 2–0 | 3–0 | 2–0 | 4–1 | 1–0 | 2–1 |
| Apollon Limassol       | 0–1 | 2–0 | 2–1 | 4–0 | 1–1 | 2–0 | —   | 0–0 | 3–1 | 3–0 | 3–2 | 3–0 | 1–1 | 2–1 |
| Aris Limassol          | 1–1 | 0–3 | 0–0 | 4–0 | 1–2 | 0–3 | 1–4 | —   | 4–0 | 0–2 | 3–1 | 1–1 | 1–2 | 2–4 |
| Doxa Katokopias        | 1–1 | 1–3 | 1–0 | 0–0 | 0–2 | 0–2 | 0–1 | 3–1 | —   | 1–2 | 0–0 | 1–2 | 0–0 | 2–3 |
| Ermis Aradippou        | 2–3 | 0–1 | 2–1 | 1–0 | 1–4 | 1–1 | 3–2 | 1–2 | 1–0 | —   | 2–1 | 2–0 | 1–2 | 2–2 |
| Ethnikos Achna         | 0–3 | 2–2 | 3–1 | 5–3 | 2–1 | 2–3 | 2–2 | 2–0 | 2–0 | 3–1 | —   | 4–2 | 0–0 | 1–2 |
| Karmiotissa Polemidion | 0–3 | 0–1 | 0–0 | 2–2 | 1–4 | 0–1 | 0–6 | 3–3 | 1–0 | 3–0 | 2–2 | —   | 1–0 | 0–1 |
| Nea Salamina Famagusta | 0–1 | 1–3 | 2–0 | 2–0 | 2–1 | 0–4 | 0–3 | 0–0 | 1–3 | 0–0 | 1–0 | 1–3 | —   | 1–1 |
| Omonia Nicosia         | 2–1 | 4–1 | 2–0 | 5–1 | 2–0 | 1–4 | 1–2 | 3–1 | 1–1 | 3–1 | 3–2 | 4–2 | 3–0 | —   |

## Ronda por el campeonato

### Clasificación
| Pos. | Equipo               | Pts. | PJ | G  | E  | P  | GF | GC | Dif. | Clasificación 2017–18                 |
| ---- | -------------------- | ---- | -- | -- | -- | -- | -- | -- | ---- | ------------------------------------- |
| 1    | APOEL Nicosia (C)    | 80   | 36 | 24 | 8  | 4  | 77 | 24 | +53  | Segunda ronda de la Liga de Campeones |
| 2    | AEK Larnaca          | 76   | 36 | 22 | 10 | 4  | 66 | 28 | +38  | Primera ronda de la Liga Europa       |
| 3    | Apollon Limassol     | 73   | 36 | 21 | 10 | 5  | 71 | 30 | +41  | Segunda ronda de la Liga Europa       |
| 4    | AEL Limassol         | 66   | 36 | 19 | 9  | 8  | 53 | 36 | +17  | Primera ronda de la Liga Europa       |
| 5    | Omonia Nicosia       | 57   | 36 | 17 | 6  | 13 | 68 | 57 | +11  |                                       |
| 6    | Anorthosis Famagusta | 47   | 36 | 12 | 11 | 13 | 48 | 41 | +7   |                                       |

Actualizado a los partidos jugados el 21 de mayo de 2017.
 Fuente: Soccerway
Notas:
1. ↑  Tras ganar la Copa de Chipre el Apollon Limassol recibe un cupo para la Segunda ronda de la Liga Europea 2017-18.

### Tabla de resultados cruzados
| Local \ Visitante    | AEK | AEL | ANO | APO | APL | OMO |
| -------------------- | --- | --- | --- | --- | --- | --- |
| AEK Larnaca          | —   | 1–1 | 1–0 | 2–1 | 1–0 | 1–1 |
| AEL Limassol         | 2–1 | —   | 2–0 | 1–4 | 1–1 | 3–2 |
| Anorthosis Famagusta | 0–1 | 0–1 | —   | 0–1 | 3–1 | 4–3 |
| APOEL Nicosia        | 0–0 | 2–0 | 1–1 | —   | 2–2 | 1–0 |
| Apollon Limassol     | 3–2 | 1–1 | 1–1 | 1–0 | —   | 3–0 |
| Omonia Nicosia       | 1–2 | 2–1 | 2–0 | 1–3 | 0–2 | —   |

## Ronda por la permanencia

### Clasificación
| Pos. | Equipo                 | Pts. | PJ | G  | E  | P  | GF | GC | Dif. | Clasificación 2017–18                            |
| ---- | ---------------------- | ---- | -- | -- | -- | -- | -- | -- | ---- | ------------------------------------------------ |
| 1    | Nea Salamina Famagusta | 45   | 36 | 12 | 9  | 15 | 33 | 44 | −11  |                                                  |
| 2    | Ethnikos Achna         | 43   | 36 | 11 | 10 | 15 | 57 | 66 | −9   |                                                  |
| 3    | Ermis Aradippou        | 42   | 36 | 14 | 6  | 16 | 51 | 61 | −10  |                                                  |
| 4    | Aris Limassol          | 41   | 36 | 11 | 8  | 17 | 47 | 65 | −18  |                                                  |
| 5    | Doxa Katokopias        | 37   | 36 | 10 | 7  | 19 | 40 | 52 | −12  |                                                  |
| 6    | Karmiotissa Polemidion | 37   | 36 | 10 | 7  | 19 | 47 | 71 | −24  | Descenso a la Segunda División de Chipre 2017-18 |

Actualizado a los partidos jugados el 21 de mayo de 2017.
 Fuente: Soccerway
Notas:
1. ↑  Ermis Aradippou se le dedujeron 6 puntos por actividad de apuestas sospechosos.[3]

### Tabla de resultados cruzados
| Local \ Visitante      | ARI | DOX | ERM | ETH | KAR | NEA |
| ---------------------- | --- | --- | --- | --- | --- | --- |
| Aris Limassol          | —   | 4–1 | 2–0 | 0–1 | 3–2 | 1–1 |
| Doxa Katokopias        | 0–1 | —   | 2–1 | 3–3 | 3–0 | 0–3 |
| Ermis Aradippou        | 2–1 | 1–5 | —   | 3–4 | 3–1 | 3–0 |
| Ethnikos Achna         | 1–1 | 0–4 | 1–1 | —   | 1–1 | 0–2 |
| Karmiotissa Polemidion | 5–1 | 1–2 | 0–1 | 5–3 | —   | 2–0 |
| Nea Salamina Famagusta | 0–3 | 0–0 | 4–1 | 0–1 | 1–0 | —   |

## Máximos goleadores
Detalle con los máximos goleadores de la Primera División de Chipre, de acuerdo con los datos oficiales de la Asociación de Fútbol de Chipre.
- Datos según la página oficial de la competición.

| Pos. | Jugador         | Club                             | Goles |
| ---- | --------------- | -------------------------------- | ----- |
| 1    | Matt Derbyshire | Omonia Nicosia                   | 24    |
| 2    | Pieros Sotiriou | APOEL Nicosia                    | 21    |
| 3    | Nika Kacharava  | Ethnikos Achna                   | 16    |
| 4    | Emilio Zelaya   | Ethnikos Achna                   | 15    |
| 5    | Ivan Tričkovski | AEK Larnaca                      | 14    |
| 5    | Fotios Papoulis | Apollon Limassol                 | 14    |
| 7    | Rogério Martins | Aris Limassol                    | 13    |
| 7    | Edward Mashinya | Ermis Aradippou                  | 13    |
| 9    | André Alves     | Anorthosis Famagusta/AEK Larnaca | 12    |
| 9    | Alex da Silva   | Apollon Limassol                 | 12    |